# Meriem Beldi
Meriem Beldi (ar: مريم بلدي), (sinh ngày 20 tháng 12 năm 1973 Algiers.) Là một nhạc sĩ cổ điển người Algeria gốc Andalucia.

## Đời sống
Cô xuất thân từ một gia đình những người yêu âm nhạc Ả Rập-Andalucia. Năm sáu tuổi với mẹ, cô đã tham dự một buổi hòa nhạc âm nhạc Ả Rập-Andalucia, Farid Bensensa, người cố vấn tương lai của cô, người đã dạy các khái niệm âm nhạc của cô tại trường âm nhạc Andalusia nổi tiếng El Mossilia El Djazairia ở Algiers, và bậc thầy của anh là Sid Ahmed Serri và Sid Ali Benmerabet.
Sau một thời gian ngắn làm tiếp viên hàng không tại Air Algeria, cô đã thu âm tổng cộng ba album, album đầu tiên mang tên "Có Rache el faten" được ghi vào năm 2001, bao gồm hai phần "Inkil.us Zidane" với phong cách Constantine, phần thứ hai mang tên '' Nouba Hassine '' của đạo diễn Nacer Dhinne Benmerabet, được ghi lại vào năm 2002 trong studio Bouabdelah Zerouki danh tiếng.
Sau chín năm vắng bóng để nuôi gia đình, cô trở lại với album mới và thứ ba "Zidane Nouba", được thu âm tại Paris và phát hành đầu tiên tại Algiers, ngày 27 tháng 12 năm 2014.
Cô tham gia với tư cách ca sĩ trong một số buổi hòa nhạc ở Algeria và nước ngoài, bao gồm cả hai vào năm 1998 tại Triển lãm Thế giới Lisbon năm 2003 và tại Bồ Đào Nha trong Năm Algeria ở Pháp.

## Danh sách đĩa hát
- 2001: Y'a Rache el faten
- 2002: Nouba Hassine
- 2014: Nouba